# شعب الكرو

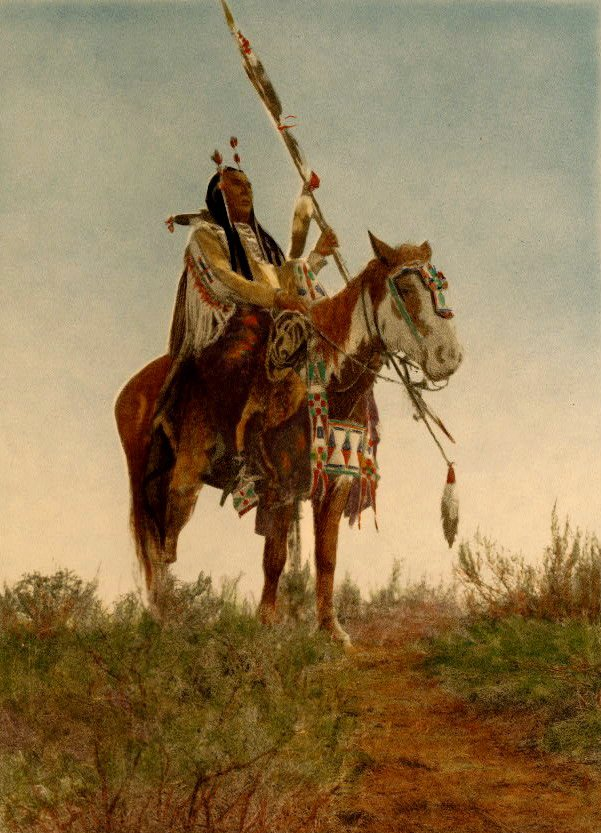
فارس من الهنود الحمر الأمريكيين، شعب كرو

شعب الكرو، يدعون أنفسهم أبسالوك، تكتب أيضًا أبساروكا، هم الأمريكيون الأصليون الذين يعيشون بشكل رئيسي في جنوب مونتانا. اليوم، لدى شعب الكرو قبيلة معترف بها فيدراليًا، قبيلة كرو في مونتانا، إلى جانب محمية هندية تقع في الجزء الجنوبي الأوسط من الولاية.
هنود الكرو هم أحد قبائل السهول، الذين يتحدثون لغة الكرو، وهم جزء من فرع وادي نهر ميسوري للغات السيووية. تحدث نحو ثلاثة آلاف شخص من أفراد القبيلة الأربعة عشر المسجلين لغة كرو في عام 2007.
تحالفت أمة كرو، أثناء توسعها باتجاه الغرب، مع الولايات المتحدة ضد جيرانها ومنافسيها، شعب سو وقبيلة شايان. في العصور التاريخية، عاش الكرو في وادي نهر يلوستون، الذي يمتد من وايومنغ الحالية، عبر مونتانا وإلى داكوتا الشمالية، حيث يتلاقى مع نهر ميسوري.
تركز شعوب الكرو منذ القرن التاسع عشر في محميتهم التي أنشئت جنوب بيلينغز، مونتانا. يعيشون اليوم في العديد من المدن الكبرى، وخاصة الغربية منها. يقع مركز رئاسة القبيلة في وكالة كرو، مونتانا. تدير القبيلة كلية ليتل بيغ هورن.

## الاسم
يعني الاسم الذاتي للقبيلة، أبسالوكي أو أبساروكا، «أطفال الطائر ذو المنقار الكبير» وقد منحتهم إياه قبيلة هيداتسا، وهي قبيلة مجاورة وذات صلة بهم تتحدث اللغة السيووية. ترجم المترجمون الفرنسيون الاسم إلى جين دو كوربو («شعب الغراب»)، وأصبحوا معروفين باللغة الإنجليزية باسم الكرو. تشير القبائل الأخرى أيضًا إلى الأبسالوك باسم «الغراب» بلغاتهم الخاصة. ضاعت مع مرور الوقت هوية الطائر الذي كان من المفترض أن يشير إليه هذا الاسم في الأصل، لكن يعتقد العديد من شعوب أبسالوك أنه يشير إلى طائر الرعد الأسطوري.

## التاريخ

### في السهول الشمالية
كان الموطن الأول لقبيلة أسلاف كرو هيداتسا يقع بالقرب من بحيرة إيري فيما يعرف الآن بولاية أوهايو. انتقلوا من هناك بسبب جيرانهم العدوانيين المسلحين أكثر منهم، واستقروا لفترة وجيزة جنوب بحيرة وينيبيغ في مانيتوبا. انتقلوا في وقت لاحق إلى منطقة بحيرة الشيطان في داكوتا الشمالية قبل أن ينفصل الكرو عن هيداتسا وينتقلوا باتجاه الغرب. اتجه الكرو إلى حد كبير غربًا بسبب اقتحام وتدفق قبيلة شايان ومن ثم شعب سو، المعروف أيضًا باسم لاكوتا.
حارب الكرو، لفرض سيطرتهم على أراضيهم الجديدة، جماعات شوشون، مثل بيكاشي، أو «شعوب المساكن العشبية»، وطردوهم باتجاه الغرب. تحالف الكرو مع جماعات كيوا وجماعات سهول أباتشي المحلية. هاجرت جماعات كيوا وسهول أباتشي في وقت لاحق جنوبًا، وظل الكرو مهيمنين في منطقتهم الراهنة خلال القرنين الثامن والتاسع عشر، أي في عصر تجارة الفراء.
امتدت أراضيهم التاريخية مما يعرف الآن بمنتزه يلوستون الوطني ومنابع نهر يلوستون (إي-تشي-ديك-كارش-آه-شاي في كرو، تترجم إلى «نهر إلك») إلى الغرب، شمالًا إلى نهر موسيلشيل، ثم من الشمال الشرقي إلى مصب يلوستون عند نهر ميسوري، ثم جنوب شرق ملتقى نهري يلوستون وبودر (بيلاب تشاشي، أو «نهر باودر» أو «نهر آش»)، وجنوبًا على طول سد ساوث فورك لنهر باودر، محاطة من الجنوب الشرقي بجبال راتل سنيك وغربًا في الجنوب الغربي بسلسلة جبال ويند ريفر. شملت منطقتهم القبلية وديان نهر جوديث (بولوهباش، أو «نهر بلوم»)، ونهر باودر، ونهر تونغ، ونهر بيغ هورن، ونهر ويند بالإضافة إلى جبال بيغورن، وجبال بريور، وجبال وولف (تشيتيش، أو«جبال وولف تيث») وسلسلة أبساروكا (وتسمى أيضا جبال أبسالاغا).
بمجرد استقرارهم في وادي نهر يلوستون وروافده في السهول الشمالية في مونتانا وويومنغ، انقسم الكرو إلى أربع مجموعات: كرو الجبل، وكرو النهر، وكيكد إن ذا بيلي (المنتمون للأرض)، وبيفر درايز إتس فيور. تكيف الصيادون والمزارعون شبه الرحل سابقًا في الغابات الشمالية الشرقية مع نمط الحياة البدوي لهنود السهول كصيادين وجامعين، واصطادوا البيسون (الثور الأمريكي).  كانوا قبل عام 1700 يستخدمون كلب ترافوا لنقل البضائع.

### الأعداء والحلفاء
منذ نحو عام 1740، اعتمدت قبائل السهول على الحصان سريعًا، مما سمح لهم بالحركة إلى السهول وصيد الجاموس بشكل أكثر فعالية. من ناحية أخرى، فإن فصول الشتاء القاسية في الشمال جعلت قطعانها أصغر من قطعان قبائل السهول في الجنوب. سرعان ما أصبح الكرو، وهيداتسا، وشوشون الشرقية، وشوشون الشمالية معروفين كمربين وتجار للخيول وأنشأوا قطعان خيول كبيرة نسبيًا. في ذلك الوقت، كانت قبائل شرقية وشمالية أخرى تنتقل أيضًا إلى السهول بحثًا عن الطرائد لتجارة الفراء والثور الأمريكي والمزيد من الخيول. تعرض الكرو لغارات وسرقات خيول من قبل القبائل الفقيرة بالأحصنة، بما في ذلك مجموعات بلاكفوت الأقوياء، وأتسينا، وأسينيبوين، وباوني ويوت. في وقت لاحق كان عليهم مواجهة لاكوتا وحلفائهم، أراباهو وشيان، الذين سرقوا أيضًا الخيول من أعدائهم. أصبحت قبائل بلاكفوت الكونفدرالية وتحالف لاكوتا-شايان-أراباهو أكبر أعدائهم.
في القرن الثامن عشر، وتحت ضغط من شعوب سولتو وكري (الكونفدرالية الحديدية)، الذين كان لديهم وصول أفضل في وقت سابق إلى الأسلحة من خلال تجارة الفراء، هاجر الكرو إلى هذه المنطقة من منطقة الغابات الشرقية لما يشكل في الوقت الحاضر أوهايو، واستقروا جنوب بحيرة وينيبيغ. من هناك، طردتهم مجموعات شايان باتجاه الغرب. طردت مجموعات لاكوتا، التي استولت على المنطقة الواقعة غرب نهر ميسوري، كل من الكرو والشايان إلى الغرب، ووصلت إلى ما وراء بلاك هيلز في داكوتا الجنوبية إلى جبال بيغ هورن في وايومنغ ومونتانا. أصبحت شايان في النهاية حليفة لاكوتا، حيث سعت لطرد الأمريكيين الأوروبيين من المنطقة. ظل الكرو أعداء لدودين لكل من قبائل سو وشايان. تمكن الكرو من الاحتفاظ بمحمية كبيرة تزيد مساحتها عن 9300 كم2 على الرغم من الخسائر الإقليمية، ويرجع ذلك جزئيًا إلى تعاونهم مع الحكومة الفيدرالية ضد أعدائهم التقليديين، سو وبلاكفوت. تم إجبار العديد من القبائل الأخرى على اتخاذ محميات أصغر بكثير بعيدًا عن أراضيهم التقليدية.
كان الكرو ودودين بشكل عام مع قبائل السهول الشمالية في فلاتهيد (على الرغم من وجود صراعات في بعض الأحيان)؛ وهي قبائل نيز بيرس، كوتيناي، شوشو، كيوا وسهول أباتشي. أصبحت الكونفدرالية الحديدية القوية (نيهياو-بوات)، وهي تحالف من دول السهول الشمالية الهندية قائم على تجارة الفراء، عدوةً للكرو. سميت على اسم قبيلة سهول كري المسيطرة وشعوب أسينيبوين، وشملت فيما بعد قبائل ستوني، سولتوو وميتي.